# Jürgen Reulecke

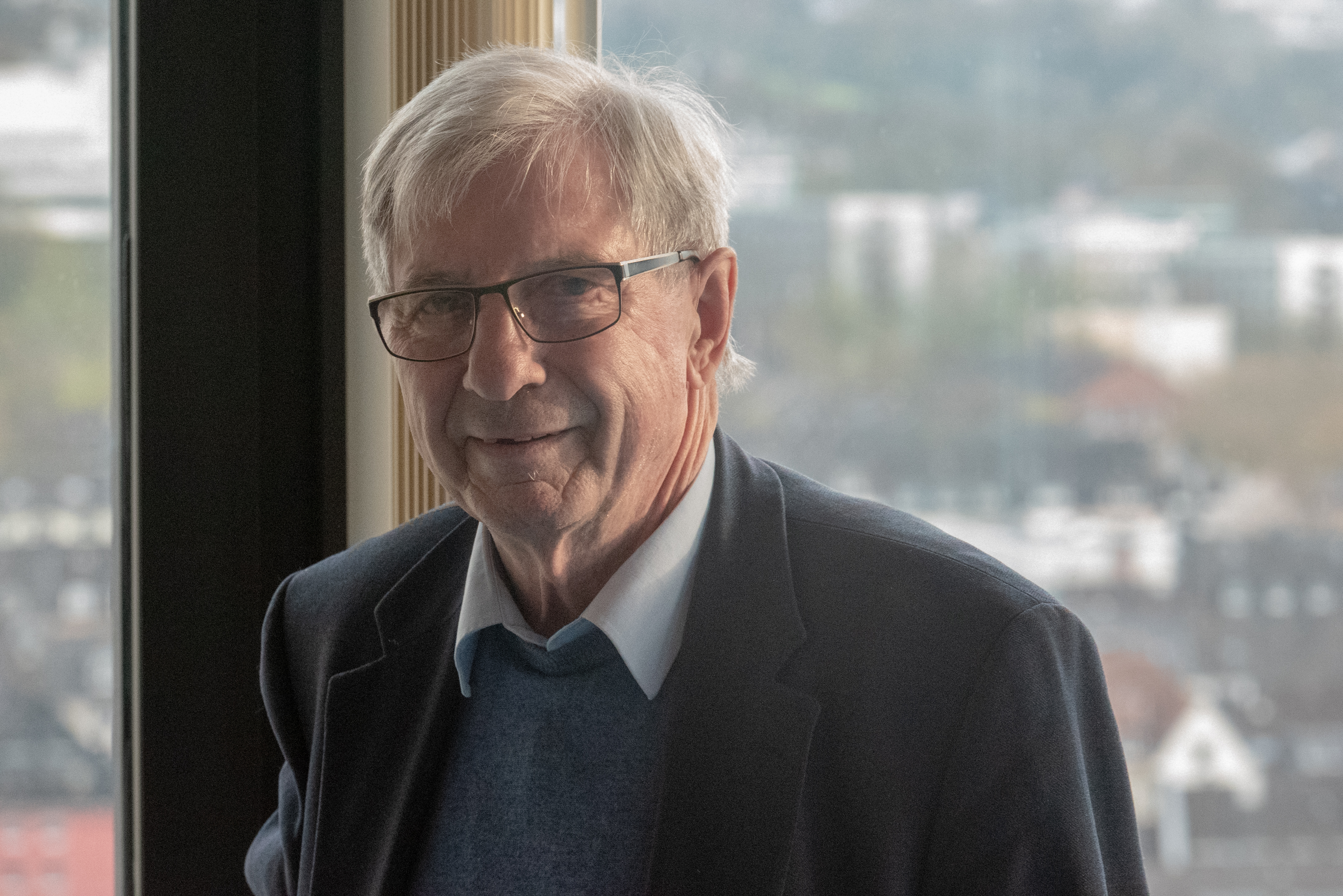
Jürgen Reulecke (2019)

Jürgen Reulecke (* 12. Februar 1940 in Düsseldorf) ist ein deutscher Historiker und emeritierter Professor.

## Leben
Reulecke war in seiner Kindheit Mitglied einer katholischen Jungschargruppe. Er studierte Geschichte, Germanistik und Philosophie an den Universitäten Münster, Bonn und Bochum. 1972 erfolgte die Promotion bei Wolfgang Köllmann und 1979 die Habilitation. Von 1984 bis 2003 war er Professor für Neuere und Neueste Geschichte an der Universität Siegen. Im Kollegjahr 2000/2001 war Reulecke Forschungsstipendiat des Historischen Kollegs in München. Seit 2003 lehrte er an der Justus-Liebig-Universität Gießen und war Sprecher des Sonderforschungsbereichs „Erinnerungskulturen“. Er ist Mitglied des PEN-Zentrums Deutschland.
Im Jahr 1985 wurde Reulecke zum ordentlichen Mitglied der Historischen Kommission für Westfalen gewählt.

## Forschung
Reuleckes Forschungsschwerpunkte sind die Sozialgeschichte, insbesondere auch die Beleuchtung der Jugendbewegungen. Hervorgetreten ist er auch als Urbanisierungshistoriker.

## Schriften (Auswahl)
Autor
- Geschichte der Urbanisierung in Deutschland. (= Edition suhrkamp. 1249 = Neue Folge 249). Suhrkamp, Frankfurt am Main 1985, ISBN 3-518-11249-X.
- Das Ruhrgebiet und die „Volksgesundheit“. Ansichten über das Revier in der Zwischenkriegszeit. Bochum, 24. November 2000. (= Stiftungsfest der Stiftung Bibliothek des Ruhrgebiets. 2 = SBR-Schriften. 3, ISSN 1615-4495). Klartext, Essen 2001.
- mit Hermann Schulz, Hartmut Radebold: Söhne ohne Väter. Erfahrungen der Kriegsgeneration. Ch. Links, Berlin 2004, ISBN 3-86153-320-0.
- Bergische Miniaturen. Geschichten und Erfahrungen. Herausgegeben von Stephen Pielhoff. Klartext, Essen 2010, ISBN 978-3-8375-0312-8.
- Geschichte(n) am Wegesrand. Essayistische Ausflüge ins 19. und 20. Jahrhundert. Donat, Bremen 2020, ISBN 978-3-943425-97-0.

Herausgeberschaften
- Spagat mit Kopftuch Essays zur Deutsch-Türkischen Sommerakademie. Ed. Körber-Stiftung, Hamburg 1997, ISBN 3-89684-003-7.
- Rückkehr in die Ferne. Die deutsche Jugend in der Nachkriegszeit und das Ausland. Juventa, Weinheim u. a. 1997, ISBN 3-7799-1126-4.
- mit Diethart Kerbs: Handbuch der deutschen Reformbewegungen. 1880–1933. Hammer, Wuppertal 1998, ISBN 3-87294-787-7.
- mit Elisabeth Müller-Luckner: Generationalität und Lebensgeschichte im 20. Jahrhundert. (= Schriften des Historischen Kollegs. Kolloquien. 58). Oldenbourg, München 2003, ISBN 3-486-56747-0 (Digitalisat).
- mit Barbara Stambolis: Good-Bye Memories? Lieder im Generationengedächtnis des 20. Jahrhunderts. Essen: Klartext, 2007.
- mit Volker Roelcke: Wissenschaften im 20. Jahrhundert. Universitäten in der modernen Wissenschaftsgesellschaft. Steiner, Stuttgart 2008, ISBN 978-3-515-09042-1.
- mit Jacek Jeremicz, Reinhard Schmook: Kriegskinder in Ostdeutschland und Polen. Groß Neuendorfer Grenzgespräche 2007. Vorträge und Diskussionen / Dzieci wojny w Niemczech Wschodnich i w Polsce. Rozmowy Nadgraniczne w Groß Neuendorf 2007. Referaty i dyskusje (= Groß Neuendorfer Grenzgespräche. 3). vbb – Verlag für Berlin-Brandenburg, Berlin-Brandenburg 2008, ISBN 978-3-86650-531-5.
- mit Barbara Stambolis: 100 Jahre Jugendherbergen. 1909–2009. Anfänge – Wandlungen – Rück- und Ausblicke. Klartext, Essen 2009, ISBN 978-3-89861-990-5.
- 50 Jahre danach - 50 Jahre davor. Der Meißner-Tag von 1963 und seine Folgen. V & R Unipress, Göttingen 2014, ISBN 978-3-8471-0336-3.